# Bryconacidnus
Bryconacidnus is een geslacht van straalvinnige vissen uit de familie van de karperzalmen (Characidae).

## Soorten
- Bryconacidnus ellisi (Pearson, 1924)
- Bryconacidnus hemigrammus (Pearson, 1924)
- Bryconacidnus paipayensis (Pearson, 1929)